# Rote Krone des Nordens
Die altägyptische rote Krone des Nordens wurde bislang seit der prädynastischen Zeit traditionell Unterägypten zugeordnet. Zweifelsfrei symbolisierte die rote Krone des Nordens erst in der 1. Dynastie unter Wadji mit geografischer Erweiterung auch Unterägypten.

## Hintergrund

### Frühere Vermutungen
In der Ägyptologie basierte die Annahme, dass die rote Krone schon in urzeitlichen Epochen für Unterägypten stand, auf den Darstellungen des Narmer bei seiner Reichseinigung. Narmer trug dort die rote Krone, während er besiegte Unterägypter begutachtete.

Schwarzrandiges Tongefäß aus der Naqada-Epoche um 3800 v. Chr. mit der ältesten Darstellung der roten Krone Unterägyptens

Der Rückschluss aus Narmers Mitteilung, dass er „Bewohner des späteren Harpunengaues schlug“, wurde in der Ägyptologie als Vermutung gleichbedeutend auf ganz Unterägypten übertragen. Nachweisliche Belege, dass es sich bei dem besiegten Volk stellvertretend um Unterägypten handelte, fehlen jedoch bisher.

### Nachweise
In prädynastischer Zeit steht die rote Krone des Nordens noch für die oberägyptische Region Naqada. Sie ist dort bereits auf einem Gefäßbruchstück der Naqada-I-Kultur (um 3800 v. Chr.) belegt. Auf den besonderen Umstand, dass die rote Krone des Nordens in der Frühzeit den Norden von Oberägypten meinte, weist beispielsweise Jochem Kahl hin. Zudem bestand für diese Region eine direkte Verbindung zu Seth, da Naqada sein Hauptkultort war.
Die unter König Wadji (um 2880 bis 2870 v. Chr.) erstmals verwendete unterägyptische Gleichsetzung ist in der veränderten Erscheinungsform des Nebtinamens dokumentiert. Während auf einem Jahrestäfelchen des Wadji die Kronengöttin Nechbet zu sehen ist, die Oberägypten repräsentierte, wurde die aus Buto stammende Schlangengöttin Wadjet durch die rote Krone des Nordens ersetzt.